# Jeanneke Pis
A Jeanneke Pis ([ˌʒɑnəkə ˈpɪs]) egy brüsszeli szökőkútfigura, amely egy guggoló, pisilő lányt ábrázol. Ő a női megfelelője a híresebb, 1619-ből származó Manneken Pisnek, aki szintén pisil.
A bronzszobor körülbelül 50 centiméter magas, és az Impasse de la Fidelitében, egy kis zsákutcában, a Rue des Bouchers közelében található. A szobrot Denis-Adrien Debouvrie állíttatta 1985-ben, történelmi háttér nélkül, és 1987-ben avatták fel.
A szobor egy kis rácsos fülkében áll a Délirium kávéházzal szemben, melyben több mint 60 országból  2400-at meghaladó sör volt a kínálatban 2014-ben, mellyel bekerült a Guinness Rekordok Könyvébe.
A Manneken Pis ihlette a Zinneke Pist, holland nevén Het Zinneket is. Ez egy harmadik bronzszobor Brüsszel központjában, mely egy utcai oszlopra pisilő kutyát ábrázol, azonban társaitól eltérően ez az alkotás nem kapcsolódik szökőkúthoz.

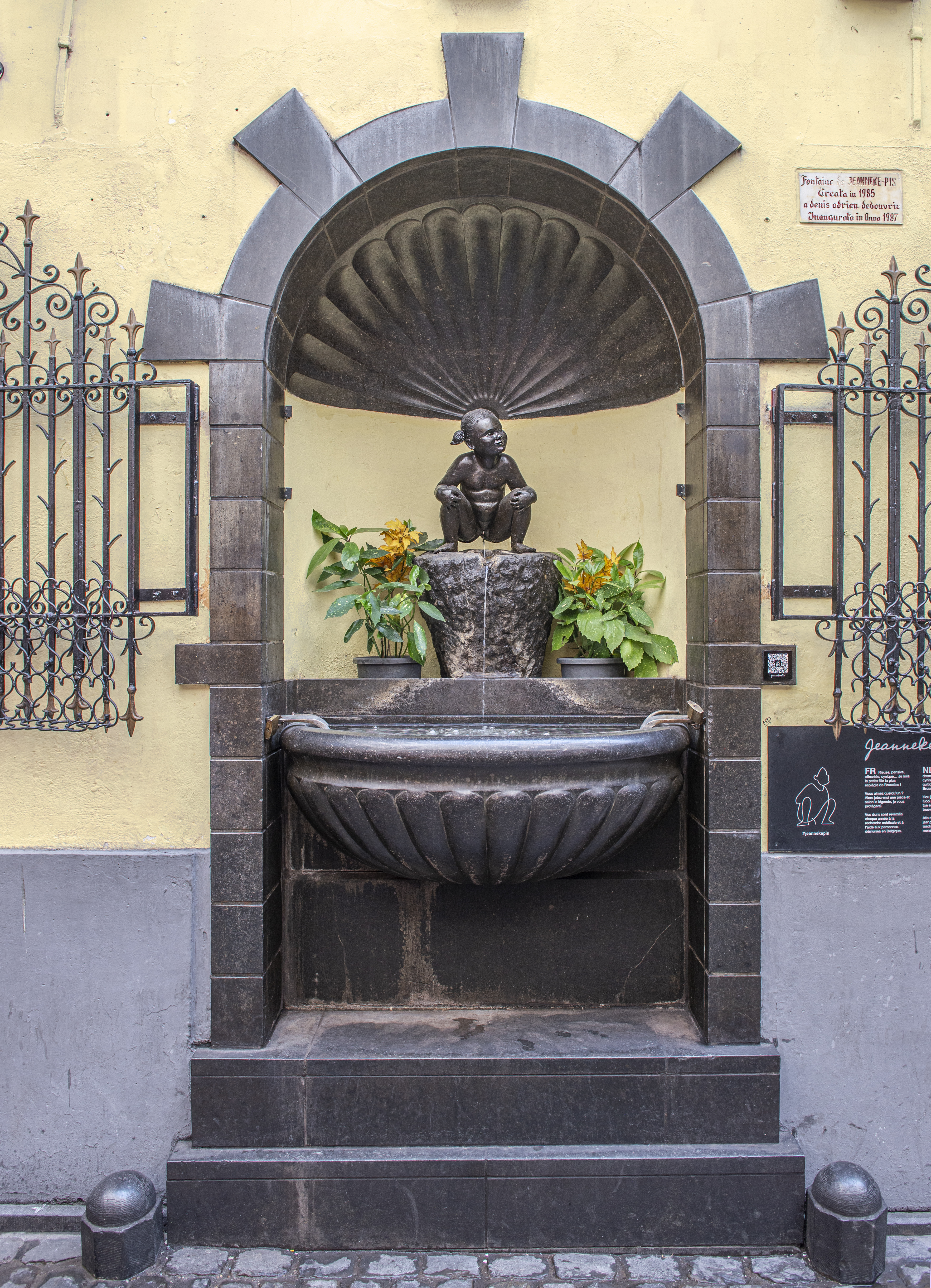
Brüsszel - Jeanneke Pis